# Grace of My Heart
Grace of My Heart ist ein Spielfilm der US-amerikanischen Filmregisseurin Allison Anders aus dem Jahr 1996. Der Independentfilm basiert auf einem Original-Drehbuch von Anders, das sich lose an die Biografie der US-amerikanischen Musikerin Carole King anlehnt.

## Handlung
Der Film erzählt vom schwierigen Weg einer jungen Frau im harten amerikanischen Musikgeschäft der 1950er bis 1970er Jahre. Die Millionärstochter Edna Buxton träumt von einer Karriere als Sängerin, muss sich aber zunächst einmal – unter dem ihr vom Produzenten Joel Millner aufgedrängten Künstlernamen Denise Waverly – mit der Rolle als Songwriterin begnügen. Schließlich kann sie sich doch noch, nach vielen Erfolgen ihrer Songs, aber auch Rückschlägen und menschlichen Verlusten, mit Unterstützung durch Millner mit ihrem Debütalbum Grace of my Heart auch als Sängerin durchsetzen. 

## Kritiken
- „Allison Anders ("Gas Food Lodging") setzt in ihrem Film ganz auf die Wirkung der sympathischen Hauptfigur, ein illustres Darsteller-Ensemble und einen abwechslungsreichen Soundtrack, an dem unter anderem Burt Bacharach und Elvis Costello mitwirkten. Leider aber können die genannten Pluspunkte den grundsätzlichen Fehler des Films, eine überbordende Geschichte, nicht ganz korrigieren.“ (film-dienst[1])

## Auszeichnungen
Allison Anders wurde im Jahr 1996 für die Goldene Ähre der Semana Internacional de Cine de Valladolid nominiert. Der Song God Give Me Strength, geschrieben von Elvis Costello und Burt Bacharach, wurde 1997 für den Golden Satellite Award nominiert. John Turturro wurde 1997 für den Chlotrudis Award nominiert.

## Hintergründe
Der Film wurde in Los Angeles und in New York City gedreht. Seine Produktionskosten betrugen schätzungsweise 5 Millionen US-Dollar. Die Weltpremiere fand am 8. September 1996 auf dem Toronto International Film Festival statt. Der Film spielte in den ausgewählten Kinos der USA ca. 618 Tsd. US-Dollar ein.